# Michela Cambiaghi
Michela Cambiaghi (Vimercate, 4 febbraio 1996) è una calciatrice italiana, attaccante della Juventus e della nazionale italiana.

## Biografia
Nel mese di luglio 2020, è stata scelta dalla rivista Donna Moderna per la copertina dell'edizione speciale "Storie di talento italiano", contenente una raccolta di storie di donne che si sono distinte per il loro talento in diversi settori.

## Carriera

### Club
Cambiaghi si appassiona al calcio fin da giovanissima. Figlia d'arte, il padre è Alberto Cambiaghi, oltre 100 presenze in Serie B con la maglia del Messina tra il 1988 e il 1992 e vincitore della Coppa Mitropa 1981-1982 col Milan, cresce con la famiglia a Concorezzo dando i primi calci con il fratello, anch'egli calciatore dilettante nella Concorezzese.
Inizia l'attività nelle squadre giovanili della Concorezzese, passando dalla formazione Esordienti ai Giovanissimi e giocando con i maschietti fino ai limiti d'età imposti dai regolamenti federali. Avendo saputo dell'interesse da parte degli osservatori del Fiammamonza, decide di trasferirsi alla società monzese nella sua prima squadra interamente femminile.
Con la nuova maglia già alla prima stagione vince il campionato giovanile di categoria, passando nella stagione 2010-2011 alla squadra che disputa il Campionato Primavera per essere poi aggregata alla prima squadra prima della fine del campionato e facendo il suo esordio in Serie A2, nel girone A, e andando a rete allo stadio casalingo Gino Alfonso Sada a soli 15 anni. Resta legata alla Fiammamonza ancora per due stagioni: la prima (2011-2012) vede le biancorosse raggiungere il 2º posto nel girone A del campionato di A2, giocare quindi lo spareggio, perdendolo, con il Siena, per poi essere ripescata in Serie A per la rinuncia della società toscana. La successiva, con la squadra inizialmente affidata al tecnico Antonio Cincotta, vede Cambiaghi impiegata nel ruolo di centrocampista fin dalla 1ª giornata di campionato, nella sconfitta interna per 3-2 con il Firenze. Le biancorosse giocano una stagione difficile, rimanendo costantemente nella zona di bassa classifica, e né i tecnici che subentrano, Nicola Riefoli dalla 2ª alla 10ª giornata, e Patrizio Sala nelle successive, riescono a far raggiungere alla squadra la salvezza. A fine campionato Cambiaghi, con 23 presenze su 30 incontri di campionato, sigla 4 reti, terza realizzatrice della squadra dopo la bomber Naila Ramera (14) e Mariane Gaburro (5).
Con la squadra retrocessa decide di trasferirsi, trovando un accordo nel luglio 2013 con la neopromossa Inter Milano, tuttavia dopo il solo impegno di Coppa Italia Cambiaghi, non sentendosi a suo agio, ottiene il trasferimento al Mozzanica. Nella sua nuova squadra il tecnico Paolo Fracassetti decide di cambiarle ruolo, inserendola nel settore offensivo; dopo aver passato la prima parte della stagione partendo dalla panchina, nel girone di ritorno la impiega da titolare, collezionando al termine del campionato 9 reti su 21 presenze.
L'arrivo del nuovo tecnico Nazzarena Grilli non muta il ruolo assegnatole, confermato anche per la stagione entrante, con la squadra che dopo una campagna acquisti vede integrare nel settore offensivo Valentina Giacinti e Penelope Riboldi che, grazie anche loro apporto, mantiene il Mozzanica nella parte alta della classifica. Cambiaghi seconda termina il campionato con 9 reti su 21 presenze, seconda realizzatrice dopo la futura bomber della nazionale italiana.
Dopo tre stagioni con la maglia biancoazzurra del Mozzanica, nel settembre 2016 si trasferisce al Como 2000. Al termine della stagione, culminata con la retrocessione del Como 2000 in Serie B, passa in prestito dal Mozzanica alla Fiammamonza.
Tornata al Mozzanica, nel frattempo presentatosi come Atalanta Mozzanica per l'accordo di collaborazione tra le due società, dopo 8 presenze in maglia nerazzurra, a dicembre 2018 si trasferisce in prestito in un'altra squadra di Serie A, il Sassuolo.
Dopo la mancata iscrizione delle nerazzurre alla Serie A 2019-2020 in seguito al termine della collaborazione con l'Atalanta maschile, Cambiaghi formalizza il suo definitivo passaggio al Sassuolo per la stagione 2019-2020.

### Nazionale
Nel 2015, dopo essere stata convocata per uno stage a Coverciano dal tecnico federale Corrado Corradini, indossa la maglia della nazionale Under-19 al Torneo di La Manga in programma dal 5 al 9 marzo scendendo in campo in tutti e tre gli incontri persi con Inghilterra (3-1), Germania (4-0) e Svizzera (2-1).
Nell'ottobre 2023, viene convocata per la prima volta in nazionale maggiore dal CT Andrea Soncin, in vista di due partite della UEFA Women's Nations League contro Spagna e Svezia. Quindi, debutta con le Azzurre nel primo incontro, il 27 ottobre seguente, subentrando a Barbara Bonansea al 72º minuto, con la sfida che si conclude con una sconfitta per 1-0. Il 1º dicembre dello stesso anno, invece, segna il suo primo gol in nazionale nella partita vinta per 3-2 in casa della Spagna, valida per la Lega A della UEFA Women's Nations League.

## Statistiche

### Presenze e reti nei club
Statistiche aggiornate al 22 luglio 2025.
| Stagione           | Squadra            | Campionato         | Campionato | Campionato | Coppe nazionali | Coppe nazionali | Coppe nazionali | Coppe internazionali | Coppe internazionali | Coppe internazionali | Altre coppe | Altre coppe | Altre coppe | Totale | Totale |
| Stagione           | Squadra            | Comp               | Pres       | Reti       | Comp            | Pres            | Reti            | Comp                 | Pres                 | Reti                 | Comp        | Pres        | Reti        | Pres   | Reti   |
| ------------------ | ------------------ | ------------------ | ---------- | ---------- | --------------- | --------------- | --------------- | -------------------- | -------------------- | -------------------- | ----------- | ----------- | ----------- | ------ | ------ |
| 2010-2011          | Fiammamonza        | A2                 | 6          | 2          | CI              | ?               | ?               | -                    | -                    | -                    | -           | -           | -           | 6+     | 2+     |
| 2011-2012          | Fiammamonza        | A2                 | ?          | ?          | CI              | ?               | ?               | -                    | -                    | -                    | -           | -           | -           | ?      | ?      |
| 2012-2013          | Fiammamonza        | A                  | 23         | 4          | CI              | ?               | ?               | -                    | -                    | -                    | -           | -           | -           | 23+    | 4+     |
| Totale Fiammamonza | Totale Fiammamonza | Totale Fiammamonza | 29+        | 6+         |                 | ?               | ?               |                      | -                    | -                    |             | -           | -           | 29+    | 6+     |
| lug.-ago. 2013     | Inter Milano       | A                  | -          | -          | CI              | ?               | ?               | -                    | -                    | -                    | -           | -           | -           | ?      | ?      |
| ago. 2013-2014     | Mozzanica          | A                  | 21         | 9          | CI              | ?               | ?               | -                    | -                    | -                    | -           | -           | -           | 21+    | 9+     |
| 2014-2015          | Mozzanica          | A                  | 20         | 6          | CI              | ?               | ?               | -                    | -                    | -                    | -           | -           | -           | 20+    | 6+     |
| 2015-2016          | Mozzanica          | A                  | 19         | 3          | CI              | 6               | 5               | -                    | -                    | -                    | -           | -           | -           | 25     | 8      |
| 2016-2017          | Como 2000          | A                  | 20+1       | 5          | CI              | -               | -               | -                    | -                    | -                    | -           | -           | -           | 21     | 5      |
| 2017-2018          | Fiammamonza        | B                  | 22         | 32         | CI              | ?               | ?               | -                    | -                    | -                    | -           | -           | -           | 22+    | 32+    |
| lug.-dic. 2018     | Mozzanica          | A                  | 8          | 0          | CI              | -               | -               | -                    | -                    | -                    | -           | -           | -           | 8      | 0      |
| Totale Mozzanica   | Totale Mozzanica   | Totale Mozzanica   | 68         | 18         |                 | 6+              | 5+              |                      | -                    | -                    |             | -           | -           | 74+    | 23+    |
| dic. 2018-2019     | Sassuolo           | A                  | 13         | 6          | CI              | 2               | 0               | -                    | -                    | -                    | -           | -           | -           | 15     | 6      |
| 2019-2020          | Sassuolo           | A                  | 7          | 2          | CI              | -               | -               | -                    | -                    | -                    | -           | -           | -           | 7      | 2      |
| 2020-2021          | Sassuolo           | A                  | 22         | 5          | CI              | 4               | 1               | -                    | -                    | -                    | -           | -           | -           | 26     | 6      |
| 2021-2022          | Sassuolo           | A                  | 13         | 4          | CI              | 1               | 0               | -                    | -                    | -                    | -           | -           | -           | 14     | 4      |
| Totale Sassuolo    | Totale Sassuolo    | Totale Sassuolo    | 55         | 17         |                 | 7               | 1               |                      | -                    | -                    |             | -           | -           | 62     | 18     |
| 2022-2023          | Parma              | A                  | 24         | 5          | CI              | 2               | 1               | -                    | -                    | -                    | -           | -           | -           | 26     | 6      |
| 2023-2024          | Inter              | A                  | 21         | 7          | CI              | 3               | 3               | -                    | -                    | -                    | -           | -           | -           | 24     | 10     |
| 2024-2025          | Inter              | A                  | 21         | 5          | CI              | 2               | 2               | -                    | -                    | -                    | -           | -           | -           | 23     | 7      |
| Totale Inter       | Totale Inter       | Totale Inter       | 42         | 12         |                 | 5               | 5               |                      | -                    | -                    |             | -           | -           | 47     | 17     |
| 2025-2026          | Juventus           | A                  | -          | -          | CI+WC           | -               | -               | UWCL                 | -                    | -                    | SI          | -           | -           | -      | -      |
| Totale carriera    | Totale carriera    | Totale carriera    | 261+       | 95+        |                 | 20+             | 12+             |                      | -                    | -                    |             | -           | -           | 281+   | 107+   |

### Cronologia presenze e reti in nazionale
| Cronologia completa delle presenze e delle reti in nazionale ― Italia | Cronologia completa delle presenze e delle reti in nazionale ― Italia | Cronologia completa delle presenze e delle reti in nazionale ― Italia | Cronologia completa delle presenze e delle reti in nazionale ― Italia | Cronologia completa delle presenze e delle reti in nazionale ― Italia | Cronologia completa delle presenze e delle reti in nazionale ― Italia | Cronologia completa delle presenze e delle reti in nazionale ― Italia | Cronologia completa delle presenze e delle reti in nazionale ― Italia |
| Data                                                                  | Città                                                                 | In casa                                                               | Risultato                                                             | Ospiti                                                                | Competizione                                                          | Reti                                                                  | Note                                                                  |
| --------------------------------------------------------------------- | --------------------------------------------------------------------- | --------------------------------------------------------------------- | --------------------------------------------------------------------- | --------------------------------------------------------------------- | --------------------------------------------------------------------- | --------------------------------------------------------------------- | --------------------------------------------------------------------- |
| 27-10-2023                                                            | Salerno                                                               | Italia                                                                | 0 – 1                                                                 | Spagna                                                                | UEFA Women's Nations League 2023-2024 - Fase a gironi                 | -                                                                     | 72’                                                                   |
| 31-10-2023                                                            | Malmö                                                                 | Svezia                                                                | 1 – 1                                                                 | Italia                                                                | UEFA Women's Nations League 2023-2024 - Fase a gironi                 | -                                                                     | 88’                                                                   |
| 1-12-2023                                                             | Pontevedra                                                            | Spagna                                                                | 2 – 3                                                                 | Italia                                                                | UEFA Women's Nations League 2023-2024 - Fase a gironi                 | 1                                                                     | 90+1’                                                                 |
| 5-12-2023                                                             | Parma                                                                 | Italia                                                                | 3 – 0                                                                 | Svizzera                                                              | UEFA Women's Nations League 2023-2024 - Fase a gironi                 | -                                                                     | 66’                                                                   |
| 27-2-2024                                                             | Algeciras                                                             | Inghilterra                                                           | 5 – 1                                                                 | Italia                                                                | Amichevole                                                            | 1                                                                     | 81’                                                                   |
| 5-4-2024                                                              | Cosenza                                                               | Italia                                                                | 2 – 0                                                                 | Paesi Bassi                                                           | Qual. Euro 2025                                                       | -                                                                     | 58’                                                                   |
| 9-4-2024                                                              | Helsinki                                                              | Finlandia                                                             | 2 – 1                                                                 | Italia                                                                | Qual. Euro 2025                                                       | -                                                                     | 69’                                                                   |
| 12-7-2024                                                             | Sittard                                                               | Paesi Bassi                                                           | 0 – 0                                                                 | Italia                                                                | Qual. Euro 2025                                                       | -                                                                     | 62’                                                                   |
| 16-7-2024                                                             | Bolzano                                                               | Italia                                                                | 4 – 0                                                                 | Finlandia                                                             | Qual. Euro 2025                                                       | 1                                                                     | 53’                                                                   |
| 29-10-2024                                                            | Vicenza                                                               | Italia                                                                | 1 – 1                                                                 | Spagna                                                                | Amichevole                                                            | -                                                                     | 55’                                                                   |
| 2-12-2024                                                             | Bochum                                                                | Germania                                                              | 1 – 2                                                                 | Italia                                                                | Amichevole                                                            | -                                                                     | 89’                                                                   |
| 21-2-2025                                                             | Monza                                                                 | Italia                                                                | 1 – 0                                                                 | Galles                                                                | UEFA Women's Nations League 2025 - Fase a gironi                      | -                                                                     | 64’                                                                   |
| 25-2-2025                                                             | La Spezia                                                             | Italia                                                                | 1 – 3                                                                 | Danimarca                                                             | UEFA Women's Nations League 2025 - Fase a gironi                      | 1                                                                     | 78’                                                                   |
| 4-4-2025                                                              | Solna                                                                 | Svezia                                                                | 3 – 2                                                                 | Italia                                                                | UEFA Women's Nations League 2025 - Fase a gironi                      | 1                                                                     |                                                                       |
| 8-4-2025                                                              | Herning                                                               | Danimarca                                                             | 0 – 3                                                                 | Italia                                                                | UEFA Women's Nations League 2025 - Fase a gironi                      | -                                                                     | 76’                                                                   |
| 30-5-2025                                                             | Parma                                                                 | Italia                                                                | 0 – 0                                                                 | Svezia                                                                | UEFA Women's Nations League 2025 - Fase a gironi                      | -                                                                     | 84’                                                                   |
| 3-6-2025                                                              | Swansea                                                               | Galles                                                                | 1 – 4                                                                 | Italia                                                                | UEFA Women's Nations League 2025 - Fase a gironi                      | -                                                                     | 69’                                                                   |
| 3-7-2025                                                              | Sion                                                                  | Belgio                                                                | 0 – 1                                                                 | Italia                                                                | Euro 2025 - Fase a gironi                                             | -                                                                     | 72’                                                                   |
| 7-7-2025                                                              | Ginevra                                                               | Portogallo                                                            | 1 – 1                                                                 | Italia                                                                | Euro 2025 - Fase a gironi                                             | -                                                                     | 59’                                                                   |
| 11-7-2025                                                             | Berna                                                                 | Italia                                                                | 1 – 3                                                                 | Spagna                                                                | Euro 2025 - Fase a gironi                                             | -                                                                     | 85’                                                                   |
| 16-7-2025                                                             | Ginevra                                                               | Norvegia                                                              | 1 – 2                                                                 | Italia                                                                | Euro 2025 - Quarti di finale                                          | -                                                                     | 77’                                                                   |
| 22-7-2025                                                             | Ginevra                                                               | Inghilterra                                                           | 2 – 1                                                                 | Italia                                                                | Euro 2025 - Semifinale                                                | -                                                                     | 72’ 90+5’                                                             |
| Totale                                                                |                                                                       | Presenze                                                              | 22                                                                    |                                                                       | Reti                                                                  | 5                                                                     |                                                                       |